# Cordon spermatique
Pour les articles homonymes, voir Cordon.
Le cordon spermatique ou testiculaire est une structure de l'appareil génital masculin contenue dans le fascia spermatique interne. Il comprend des filets nerveux et les vaisseaux sanguins alimentant le testicule (artère déférentielle, artère spermatique, veines spermatiques), ainsi que le canal déférent qu'empruntent les spermatozoïdes en direction du colliculus séminal prostatique.
On y trouve également des vaisseaux lymphatiques ainsi que les nerfs du testicule.
Le cordon est enveloppé à l'extérieur par le fascia spermatique externe, le crémaster et le fascia spermatique interne.
Par définition, son inflammation est une funiculite.
La torsion du cordon spermatique est une urgence chirurgicale.